# Okres Miechów
Okres Miechów (polsky Powiat miechowski) je okres v polském Malopolském vojvodství. Rozlohu má 676,73 km² a v roce 2020 zde žilo 48 464 obyvatel. Sídlem správy okresu je město Miechów.

## Gminy
Městsko-vesnická:
- Książ Wielki
- Miechów

Vesnické:
- Gołcza
- Charsznica
- Kozłów
- Racławice
- Słaboszów

## Město
- Książ Wielki
- Miechów

## Sousední okresy
| Růžice kompasu | Zawiercie | Jędrzejów     | Pińczów    | Růžice kompasu |
| Růžice kompasu | Olkusz    | Sever         | Kazimierza | Růžice kompasu |
| Růžice kompasu | Olkusz    | Okres Miechów | Kazimierza | Růžice kompasu |
| Růžice kompasu | Olkusz    | Jih           | Kazimierza | Růžice kompasu |
| Růžice kompasu |           | Krakov        | Proszowice | Růžice kompasu |